# Hans Bielenstein
Hans Henrik August Bielenstein (Stockholm, 1920. április 8. – New York, 2015. március 8.; kínai neve pinjin hangsúlyjelekkel:  Bì Hànsī; magyar népszerű: Pi Han-sze; hagyományos kínai: 畢漢思; egyszerűsített kínai: 毕汉思) svéd sinológus, a Columbia Egyetem professzora.

## Élete, munkássága
Hans Bielenstein 1939-ben tett érettségi vizsgát egy stockholmi magániskolában, ezt követően pedig csatlakozott a svéd önkéntes hadtesthez. 1939–40-ben harcolt a téli háborúban.
Bernhard Karlgren tanítványaként 1945-ben a Stockholmi Egyetemen szerzett sinológus doktori fokozatot. 1952-ben kutatóként dolgozott a Kaliforniai Egyetemen, majd még ebben az évben kinevezték a Canberrai Egyetem keleti nyelvek fakultásának élére. Bielenstein volt az első, aki kínai nyelvet tanított Ausztráliában, ő alapozta meg és indította útjára az ausztrál orientalisztikai kutatásokat.
1961-ben áttelepült New Yorkba, és a Columbia Egyetemen vállalt állást. 1969–1977-ig ő volt a Kelet-ázsiai Nyelvek és Kultúrák Tanszék vezetője.
Bielenstein a kínai történelemkutatás, különösen a Han-kor szaktekintélyének számít. Ebben a témakörben több alapvető kézikönyv, monográfia szerzője. Fő műve az 1980-ban megjelent Bureaucracy of Han Times.
New Yorkban hunyt el 2015. március 8-án. Élete végéig svéd állampolgár maradt.

## Főbb művei
- „The Restoration of the Han Dynasty, with Prolegomena on the Historiography of the Hou Han Shu”. Bulletin of the Museum of Far Eastern Antiquities. 4 vols. BMFEA 26: 1–209. 1954; 31: 1–287. 1959; 39:1–198. 1967; 51: 1–300. 1979
- (1977. április 1.) „Further comments on the use of statistics in the study of Han Dynasty portents”. Journal of the American Oriental Society 97 (2), 185–187. o. DOI:10.2307/599008. Co-authored with Nathan Sivin
- The Bureaucracy of Han Times. Cambridge University Press (1980). ISBN 978-0-521-22510-6
- Diplomacy and Trade in the Chinese World, 589–1276. Brill (2005). ISBN 90-04-14416-1

## Fordítás
- Ez a szócikk részben vagy egészben  a   Hans Bielenstein című angol Wikipédia-szócikk ezen változatának fordításán alapul.  Az eredeti cikk szerkesztőit annak laptörténete sorolja fel. Ez a jelzés csupán a megfogalmazás eredetét és a szerzői jogokat jelzi, nem szolgál a cikkben szereplő információk forrásmegjelöléseként.